# Festival Internacional de Cine de Locarno de 2023
El 76º Festival Internacional de Cine de Locarno tuvo lugar del 2 al 12 de agosto de 2023 en Locarno, Suiza.

## Jurados

### Selección oficial
- Lambert Wilson, actor francés - Presidente del jurado
- Charlotte Wells, cineasta escocesa
- Matthijs Wouter Knol, CEO holandés y director de la Academia de Cine Europeo
- Lesli Klainberg, presidenta de cine del Lincoln Center
- Zar Amir Ebrahimi, actriz y productora iraní

### Cineastas del presente
- Beatrice Fiorentino, delegada general italiana de la Semana de la Crítica Cinematográfica en el Festival de Cine de Venecia
- Erige Sehiri, director franco-tunecino
- Helena Wittmann, cineasta alemana

### Leopardo del mañana
- Matthew Rankin, cineasta canadiense
- Amos Sussigan, director y diseñador de producción suizo
- Ewa Puszczyńska, productora polaca

## Selección oficial
| Título internacional                             | Título original                            | Director(es)      | País de origen                                                                |
| ------------------------------------------------ | ------------------------------------------ | ----------------- | ----------------------------------------------------------------------------- |
| Animal                                           | Animal                                     | Sofía Exarchou    | Grecia, Austria, Rumanía, Chipre, Bulgaria                                    |
| Critical Zone                                    | Mantagheye bohrani                         | Ali Ahmadzadeh    | Irán, Alemania                                                                |
| Do Not Expect Too Much from the End of the World | Nu aștepta prea mult de la sfârșitul lumii | Radu Jude         | Rumania, Luxemburgo, Francia, Croacia                                         |
| Essential Truths of the Lake                     | Essential Truths of the Lake               | Lav Díaz          | Filipinas, Francia, Portugal, Singapur, Italia, Suiza, Reino Unido            |
| Home                                             | Baan                                       | Leonor Teles      | Portugal                                                                      |
| Lousy Carter                                     | Lousy Carter                               | Bob Byington      | Estados Unidos                                                                |
| Manga D'Terra                                    | Manga D'Terra                              | Basil Da Cunha    | Suiza, Portugal                                                               |
| Obscure Night - Goodbye Here, Anywhere           | Nuit dark - Au revoir ici, n'importe où    | Sylvain George    | Francia, Suiza                                                                |
| Patagonia                                        | Patagonia                                  | Simone Bozzelli   | Italia                                                                        |
| Rossosperanza                                    | Rossosperanza                              | Annarita Zambrano | Italia, Francia                                                               |
| Stepne                                           | Stepne                                     | Maryna Vroda      | Ucrania, Alemania, Polonia, Eslovaquia                                        |
| Sweet Dreams                                     | Sweet Dreams                               | Ena Sendijarević  | Países Bajos, Suecia, Indonesia, Reunión                                      |
| The Human Surge 3                                | El auge del humano 3                       | Eduardo Williams  | Argentina, Portugal, Países Bajos, Taiwán, Brasil, Hong Kong, Sri Lanka, Perú |
| The Invisible Fight                              | Nähtamatu võitlus                          | Rainer Sarnet     | Estonia, Letonia, Grecia, Finlandia                                           |
| The Permanent Picture                            | La imagen permanente                       | Laura Ferrés      | España, Francia                                                               |
| The Vanishing Soldier                            | The Vanishing Soldier                      | Dani Rosenberg    | Israel                                                                        |
| Yannick                                          | Yannick                                    | Quentin Dupieux   | Francia                                                                       |

## Cineastas del presente
| Título internacional       | Título original                             | Director(es)                       | País de origen                                                 |
| -------------------------- | ------------------------------------------- | ---------------------------------- | -------------------------------------------------------------- |
| A Good Place               | Ein Schöner Ort                             | Katharina Huber                    | Alemania                                                       |
| All the Fires              | Todos los Incendios                         | Mauricio Calderon Rico             | México                                                         |
| Bitten                     | La Morsure                                  | Romain de Saint-Blanquat           | Francia                                                        |
| Camping du Lac             | Camping du Lac                              | Eléonore Saintagnan                | Bélgica, Francia                                               |
| Dreaming & Dying           | Hao jiu bu jian                             | Nelson Yeo                         | Singapur, Indonesia                                            |
| Excursion                  | Ekskurzija                                  | Una Gunjak                         | Bosnia y Herzegovina, Croacia, Serbia, Francia, Noruega, Catar |
| Family Portrait            | Family Portrait                             | Lucy Kerr                          | Estados Unidos                                                 |
| Negu hurbilak              | Negu hurbilak                               | Colectivo Negu                     | España                                                         |
| Of Living Without Illusion | Und dass man ohne Täuschung zu leben vermag | Katharina Lüdin                    | Alemania, Suiza                                                |
| On the Go                  | On the Go                                   | María Gisèle Royo, Julia de Castro | España                                                         |
| Rapture                    | Rimdogittanga                               | Dominic Sangma                     | India, China, Suiza, Países Bajos, Qatar                       |
| Rivière                    | Rivière                                     | Hugues Hariche                     | Suiza, Francia                                                 |
| Touched                    | Touched                                     | Claudia Rorarius                   | Alemania                                                       |
| West Border                | Xi du                                       | Yan Luo                            | China                                                          |
| Whispers of Fire & Water   | Whispers of Fire & Water                    | Lubdhak Chatterjee                 | India                                                          |

## Leopardo del mañana
| Título internacional                        | Título original                             | Director(es)                                                    | País de origen             |
| ------------------------------------------- | ------------------------------------------- | --------------------------------------------------------------- | -------------------------- |
| A Bird Called Memory                        | Pássaro Memoria                             | Leonardo Martinelli                                             | Brasil, Reino Unido        |
| A Study of Empathy                          | En undersøgelse af empati                   | Hilke Rönnfeldt                                                 | Dinamarca, Alemania        |
| A Tortoise’s Year of Fate                   | Yi zhi wu gui de ben ming nian              | Yi Xiong                                                        | China                      |
| As if Mother Cried That Night               | Engar madaram geriste bud aan shab          | Hoda Taheri                                                     | Alemania                   |
| De Imperio                                  | De Imperio                                  | Alessandro Novelli                                              | Portugal, España           |
| Du bist so wunderbar                        | Du bist so wunderbar                        | Leandro Goddinho, Paulo Menezes                                 | Alemania, Brasil           |
| Full Night                                  | Pleine noche                                | Manon Coubia                                                    | Bélgica, Francia           |
| I Look Into the Mirror and Repeat to Myself | I Look Into the Mirror and Repeat to Myself | Giselle Lin                                                     | Singapur                   |
| Kinderfilm                                  | Kinderfilm                                  | Total Refusal, Adrian Jonas Haim, Michael Stumpf, Robin Klengel | Austria                    |
| La Vedova Nera                              | La Vedova Nera                              | Fiume, Julian McKinnon                                          | Francia                    |
| Making Babies                               | Faire un enfant                             | Éric K. Boulianne                                               | Canadá                     |
| Pray                                        | Pray                                        | Caleb Azumah Nelson                                             | Reino Unido                |
| Scorched Earth                              | Scorched Earth                              | Markela Kontaratou                                              | Grecia, Reino Unido        |
| Slimane                                     | Slimane                                     | Carlos Pereira                                                  | Alemania                   |
| The Currency - Sensing 1 Agbogbloshie       | The Currency - Sensing 1 Agbogbloshie       | Elom 20ce, Musquiqui Chihying, Gregor Kasper                    | Alemania, Taiwán, Togo     |
| The Guard                                   | Negahban                                    | Amirhossein Shojaei                                             | Irán                       |
| The Lovers                                  | The Lovers                                  | Carolina Sandvik                                                | Suecia                     |
| The Moon Will Contain Us                    | Solo la luna comprenderá                    | Kim Torres                                                      | Costa Rica, Estados Unidos |
| The Waves                                   | Pado                                        | Yumi Joung                                                      | Corea del Sur              |
| Z.O.                                        | Z.O.                                        | Loris G. Nese                                                   | Italia                     |